# ریکاردو کاروالیو
ریکاردو آلبرتو سیلویرا دِ کاروالیو (پرتغالی: Ricardo Alberto Silveira de Carvalho؛ زادهٔ ۱۸ مهٔ ۱۹۷۸) بازیکن فوتبال سابق اهل پرتغال است.
کاروالیو دوران حرفه‌ای بازی خود را از تیم پورتو آغاز کرد. او در دوران جوانی با توجه به ویژگی‌های جسمی و قابلیت‌های فنی‌اش با فرناندو کوتو بازیکن سابق پورتو و تیم ملی پرتغال مقایسه می‌شد. با این وجود او چند فصل را به‌طور قرضی در باشگاه‌های کوچک پرتغالی سپری کرد.
آغاز درخشش او در فصل ۴–۲۰۰۳ بود که به همراه پورتو صاحب جام قهرمانی لیگ قهرمانان اروپا و لیگ برتر پرتغال شد. او در آن فصل به عنوان بهترین مدافع جام قهرمانان برگزیده شد.
کاروالیو در فصل بعد از میان پیشنهادهای گوناگونی که از باشگاه‌های بزرگ اروپایی داشت چلسی را انتخاب کرد. مبلغ قرارداد او ۳۰ میلیون یورو (۲۰ میلیون پوند) بود.
کاروالیو نقش مهمی در قهرمانی‌ها و موفقیت‌های سالهای طلایی چلسی ایفا کرد. از زوج دفاعی کاروالیو و جان تری بعنوان یکی از بهترین زوج‌های دفاعی در چند دهه اخیر فوتبال اروپا یاد می‌شود. چلسی در زمان حضور این زوج دفاعی توانست رکوردهای دفاعی قابل توجهی را در لیگ برتر انگلیس ثبت کند، از جمله: کمترین شکست در خانه:چلسی صفر بازی (۲۰۰۴–۰۵، ۲۰۰۵–۰۶، ۲۰۰۶–۰۷، ۲۰۰۷–۰۸، ۲۰۱۴–۱۵)، بیشترین بازی شکست ناپذیری در خانه: چلسی ۸۶ بازی (فوریه ۲۰۰۴ – ۲۶ اکتبر ۲۰۰۸)، کمترین گل خورده در یک فصل: چلسی ۱۵ گل (۲۰۰۴–۰۵)، کمترین گل خورده در خارج خانه: چلسی ۹ گل (۲۰۰۴–۰۵).
وی در تاریخ ۱۰ اوت ۲۰۱۰ با قرارداد ۷٫۹ میلیون یوروی به رئال مادرید پیوست.
و بعد از سه سال حضور در رئال مادرید به موناکو پیوست.

## باشگاهی
کاروالیو در استمفورد بریج در کنار مربی سابقش ژوزه مورینیو و هم تیمی‌اش پائولو فریرا که با ۱۰٫۵ میلیون پوند به چلسی آمده بود قرار داشت. او در فصل اول حضور خود از ارکان اصلی قهرمانی چلسی در لیگ برتر انگلیس و کارلینگ کاپ بود.
اولین گل او برای چلسی در برد ۱–۳ تیم مقابل نورویچ سیتی زده شد. اولین گل او در جام قهرمانان اروپا در فصل دوم حضور او در چلسی در برد ۰–۴ تیم مقابل رئال بتیس به ثمر رسید. اولین کارت قرمز را نیز در ژانویه ۲۰۰۶ در بازی با فولام که با برد ۲–۳ چلسی به پایان رسید، دریافت کرد.
او در ۱۸ مه ۲۰۰۷ قرارداد ۵ ساله‌ای را با چلسی امضا کرد.
بازی‌های او در فصل ۷–۲۰۰۶ نیز مورد توجه کارشناسان قرار گرفت. شبکه اسکای اسپورتس کاروالیو را یکی از ۷ نامزد کسب عنوان بهترین مدافع فصل لیگ برتر انتخاب کرد و باشگاه چلسی نیز او را یکی از ۳ نامزد عنوان بهترین بازیکن سال باشگاه انتخاب کرده بود.

## تیم ملی پرتغال
نخستین بازی ملی کاروالیو در بازی دوستانه ۱۱ اکتبر ۲۰۰۳ مقابل آلبانی انجام شد که با پیروزی ۳–۵ پرتغال تمام شد. او در جام ملت‌های اروپا ۲۰۰۴ پرتغال که تیم ملی پرتغال در بازی فینال مغلوب یونان شد یکی از بازیکنان اصلی تیم ملی پرتغال بود.
کاروالیو در جام جهانی فوتبال ۲۰۰۶ نیز حاضر بود و در پایان یکی از ۲۳ بازیکن برگزیده مسابقات شناخته شد. او در جام ملت‌های اروپا ۲۰۰۸ نیز حضور داشت و در ۳ بازی از ۴ مسابقه از ابتدا به میدان رفت.

## افتخارات
پورتو
- لیگ برتر فوتبال پرتغال: ۹۹–۱۹۹۸، ۰۳–۲۰۰۲، ۰۴–۲۰۰۳
- جام حذفی فوتبال پرتغال: ۰۳–۲۰۰۲
- سوپر جام فوتبال پرتغال: ۲۰۰۳
- لیگ قهرمانان اروپا: ۲۰۰۴
- لیگ اروپا: ۲۰۰۳

چلسی
- لیگ برتر فوتبال انگلستان: ۰۵–۲۰۰۴، ۰۶–۲۰۰۵، ۱۰–۲۰۰۹[۶]
- جام اتحادیه باشگاه‌های انگلستان: ۲۰۰۵، ۲۰۰۷
- جام خیریه انگلستان: ۲۰۰۵، ۲۰۰۹

رئال مادرید
- لا لیگا: ۱۲–۲۰۱۱
- کوپا دل ری: ۱۱–۲۰۱۰

پرتغال
- جام ملت‌های اروپا: ۲۰۱۶

فردی
- تیم سال یوفا: ۲۰۰۴[۵]
- تیم منتخب جام ملت‌های اروپا: پرتغال ۲۰۰۴
- بهترین‌های جام جهانی فوتبال: آلمان ۲۰۰۶
- بازیکن سال باشگاه فوتبال چلسی: ۲۰۰۸